# Ōzu, Kumamoto
Ōzu (japanska: 大津町?, Ōzu-machi) är en landskommun (köping) i Kumamoto prefektur i Japan.  